# Matilde dedos verdes
Matilde dedos verdes fue una teleserie de Canal 13, emitida durante el último trimestre de 1988. Fue ideada y escrita por el dramaturgo y guionista Alejandro Sieveking y dirigida por Óscar Rodríguez.
Fue protagonizada por Maricarmen Arrigorriaga y Mauricio Pesutic y antagonizada por Pilar Cox, contando con las actuaciones estelares de Ana González, Gloria Münchmeyer, Walter Kliche, Nelly Meruane, Anita Klesky, Liliana García, Domingo Tessier, Sergio Hernández y la participación especial de Malú Gatica.

## Argumento
Tras la misteriosa muerte de una joven recién casada, Aurelia (Pilar Cox), durante su luna de miel en las islas griegas. Cristián (Mauricio Pesutic), su esposo, regresa a Chile.
Mientras trata de superar la tragedia y normalizar su vida, conoce a Matilde (Maricarmen Arrigorriaga), dueña de un vivero y sostén de una numerosa familia, que tiempo atrás fue muy adinerada. Entre Matilde y Cristián surge un amor inmediato que es oculto por ambos, principalmente por la reciente viudez de él. 
Todo se complica cuando Matilde, comienza a ser presionada por su familia para que contraiga matrimonio con el contador del invernadero, Anselmo (Álvaro Pacull), mientras que Cristián es asediado por varias mujeres que lo creen buen partido.

## Elenco
- Maricarmen Arrigorriaga como Matilde Riquelme
- Mauricio Pešutić como Cristián Ariztía
- Pilar Cox como Aurelia Echandi
- Ana González como Gregoria, viuda de Riquelme
- Nelly Meruane como Emma Riquelme
- Anita Klesky como Georgina Riquelme
- Walter Kliche como Arturo Campos
- Gloria Münchmeyer como Laura de Olea
- Sergio Hernández como Roberto Olea
- Malú Gatica como Soledad de Ariztía
- Domingo Tessier como Gabriel Ariztía
- Roberto Navarrete como Vicente Echandi
- Eliana Vidal como Daniela Leighton
- Rodrigo Bastidas como Juan Pablo Riquelme
- Liliana García como Claudia
- Magdalena Max-Neef como Victoria
- Álvaro Pacull como Anselmo San Martín
- Adolfo Cozzi como Eugenio Riquelme
- Claudia Celedón como Paula Olea
- Álvaro Rudolphy como Mauricio Echandi
- Carlos Embry como Javier Echandi
- Andrés Del Bosque como Luis
- Mané Nett como Gladys

## Curiosidades
- El término "dedos verdes" de esta telenovela, en donde se mezcla el amor y el suspenso, proviene de la aptitud de la protagonista para cuidar y hacer crecer a las plantas.